# Flamboro Speedway
Flamboro Speedway est un circuit de course automobile ovale de 1/3 de mile situé à Millgrove, près de Hamilton en Ontario (Canada). La piste est en opération depuis 1961. La populaire série OSCAAR s'y produit au cours de la saison.